# جورج نايت
جورج نايت (بالإنجليزية: George Knight)‏ (12 مايو 1921 ببولتن في المملكة المتحدة - 24 أغسطس 2011 ببرمنغهام في المملكة المتحدة) هو لاعب كرة قدم بريطاني (وحمل سابقاً جنسية المملكة المتحدة لبريطانيا العظمى وأيرلندا) في مركز مهاجم داخلي. لعب مع نادي بيرنلي.

## وصلات خارجية
- جورج نايت على موقع قاعدة بيانات كرة القدم.إي يو (الإنجليزية)